# Mischocyttarus melanopygus
Mischocyttarus melanopygus är en getingart som beskrevs av Richards 1945. Mischocyttarus melanopygus ingår i släktet Mischocyttarus och familjen getingar. Inga underarter finns listade i Catalogue of Life.